# Con rabbia e con amore
Con rabbia e con amore è un film italiano del 1997, diretto da Alfredo Angeli.

## Trama
Ad una fermata d'autobus si incontrano Francesca, diciottenne che sta collaborando ad uno studio veterinario e Claudio, studente universitario. I due cominciano a camminare insieme e parlano di molte cose. Arrivano al posto di lavoro di Claudio e si salutano, promettendo di rivedersi, quando all'improvviso sul marciapiede passa una moto a tutta velocità e vengono sparati alcuni colpi di pistola, uno dei quali colpisce Francesca, che viene portata all'ospedale in coma. 
Per Claudio comincia un periodo difficile e confuso. Si sente in parte colpevole di non aver trattenuto Francesca ed ora passa quasi ogni giorno davanti alla stanza dove la ragazza lotta con la morte. È una situazione che cambia del tutto la sua vita e quella di chi gli sta attorno: la sua ragazza Michela, trascurata e adirata; i genitori Piero e Sandra, che vivono un momento delicato della loro vita coniugale; il nonno Leone, ancora attivissimo e dedito con un amico a recuperare attraverso immagini cinematografiche la storia dell'Italia del secondo dopoguerra. La carica di affetto e di amore che Claudio mette nei suoi soliloqui con Francesca ottiene infine l'effetto di far tornare la ragazza alla vita.

## Costi e incassi
Il film si rivelò un colossale flop al botteghino: a fronte di un finanziamento statale di 1.621.158€, incassò appena 55.890€.